# Liste der Naturdenkmale im Landkreis Börde
Die Liste der Naturdenkmale im Landkreis Börde enthält alle Naturdenkmale des Landkreises Börde, welche durch Rechtsverordnung geschützt sind. Naturdenkmäler sind Einzelschöpfungen der Natur, deren Erhaltung wegen ihrer hervorragenden Schönheit, Seltenheit oder Eigenart oder ihrer ökologischen, wissenschaftlichen, geschichtlichen, volks- oder heimatkundlichen Bedeutung im öffentlichen Interesse liegt.
Es wird zwischen Naturdenkmalen, flächenhaften Naturdenkmalen und Flächennaturdenkmalen unterschieden.

## Erklärung
- Reg.Nr.: Registriernummer nach veröffentlichter Liste
- Benennung: Name des Naturdenkmals
- Standort: nennt die Lage des Naturdenkmals im jeweiligen Ort und gegebenenfalls die Koordinaten des Naturdenkmals
- Jahr: gibt das Jahr der Unterschutzstellung an
- Bild: Abbildung des Naturdenkmals

## Naturdenkmale
| Reg.Nr.   | Benennung                                          | Standort                                   | Jahr | Bild                           |
| --------- | -------------------------------------------------- | ------------------------------------------ | ---- | ------------------------------ |
| ND0001BK  | 3 Eichen                                           | Rogätz 52° 18′ 44″ N, 11° 45′ 28″ O        | 2010 |                                |
| ND0001BOE | Steineiche (Oschersleben)                          | Oschersleben                               | 1938 |                                |
| ND0002BK  | Eiche                                              | Barneberg                                  | 2010 |                                |
| ND0002BOE | 5 Lärchen (Benkendorf/Hohes Holz)                  | Beckendorf-Neindorf                        | 1939 |                                |
| ND0002OK  | Krengelstein                                       | Haldensleben                               | 1939 |                                |
| ND0003BOE | 3 Eichen (Hamersleben)                             | Hamersleben                                | 1938 |                                |
| ND0003OK  | Angerbornspring                                    | Hörsingen                                  | 1939 |                                |
| ND0004BOE | 4 Christusdorne (Gröningen/Kl. Gröningen)          | Gröningen                                  | 1938 |                                |
| ND0004OK  | Heidenkrippe                                       | Erxleben                                   | 1939 |                                |
| ND0005BOE | Stieleiche (Wulferstedt)                           | Wulferstedt                                | 1938 |                                |
| ND0005OK  | Witte-Schacht                                      | Bebertal                                   | 1939 |                                |
| ND0006BOE | Winterlinde (Wulferstedt)                          | Wulferstedt                                | 1938 |                                |
| ND0006OK  | Nonnenspring                                       | Haldensleben                               | 1939 |                                |
| ND0008BOE | Winterlinde (Wulferstedt)                          | Wulferstedt                                | 1938 |                                |
| ND0008OK  | Alte Heerstraße (Eichenallee)                      | Altenhausen                                | 1972 |                                |
| ND0009BOE | Eiche (Hornhausen)                                 | Hornhausen                                 | 1938 |                                |
| ND0009OK  | 2 alte Eichen (im Revier Altenhausen)              | Altenhausen                                | 1972 |                                |
| ND0012BOE | Linde (Völpke)                                     | Völpke                                     | 1938 |                                |
| ND0012OK  | Kastaniengruppe am Altenhäuser Weg                 | Bebertal                                   | 1972 |                                |
| ND0013BOE | 3 Eichen (Wackersleben)                            | Wackersleben                               | 1958 |                                |
| ND0013OK  | Mammutbaum                                         | Altenhausen                                | 1972 |                                |
| ND0014BOE | 2 Eichen (Hötensleben)                             | Hötensleben                                | 1958 |                                |
| ND0014OK  | Eiche im Vogelsang                                 | Neuenhofe                                  | 1972 |                                |
| ND0015BOE | Lindenallee (Hötensleben)                          | Hötensleben                                | 1958 |                                |
| ND0015OK  | Napoleonseiche                                     | Uhrsleben                                  | 1972 |                                |
| ND0016BOE | 3 Eichen (Ausleben)                                | Ausleben                                   | 1958 |                                |
| ND0016OK  | 1 Eiche, 2 Rotbuchen                               | Breitenrode                                | 1989 |                                |
| ND0017OK  | Eiche                                              | Breitenrode                                | 1989 |                                |
| ND0019BOE | Charlottenhöhe (Harbke)                            | Harbke                                     | 1958 |                                |
| ND0020BOE | Platane (Großalsleben)                             | Stadt Großalsleben                         | 1958 |                                |
| ND0020OK  | 2 Eichen                                           | Oebisfelde                                 | 1989 |                                |
| ND0021BOE | Eiche (Hornhausen)                                 | Hornhausen                                 | 1958 |                                |
| ND0022BOE | Platane (Hornhausen)                               | Hornhausen                                 | 1958 |                                |
| ND0023BOE | 2 Ginkgo (Oschersleben)                            | Oschersleben                               | 1958 |                                |
| ND0023OK  | Traubeneiche (Prinzeneiche)                        | Zielitz                                    | 1938 |                                |
| ND0025BOE | Eiche (Hamersleben)                                | Hamersleben                                | 1959 |                                |
| ND0025OK  | Winterlinde von 1871                               | Niederndodeleben                           | 1938 |                                |
| ND0026OK  | Ensemble 1 Winterlinde u. 1 Eibe                   | Eichenbarleben                             | 1938 |                                |
| ND0027BOE | Edelkastanie (Altbrandsleben, Oberförsterei)       | Altbrandsleben                             | 1960 |                                |
| ND0027OK  | Winterlinde                                        | Zielitz                                    | 1957 |                                |
| ND0028BOE | 3 Lawson-Zypressen (Altbrandsleben, Oberförsterei) | Altbrandsleben                             | 1960 |                                |
| ND0028OK  | Rotbuchengruppe                                    | Loitsche                                   | 1957 |                                |
| ND0029BOE | 13 Hickory, 1 Lawson-Zypresse (Altbrandsleben)     | Altbrandsleben                             | 1960 |                                |
| ND0029OK  | Luthereiche                                        | Groß Ammensleben                           | 1957 |                                |
| ND0030BOE | Traubeneiche (Altbrandsleben, Oberförsterei)       | Altbrandsleben                             | 1960 |                                |
| ND0031BOE | 4 Lawson-Zypressen (Altbrandsleben, Oberförsterei) | Altbrandsleben                             | 1960 |                                |
| ND0031OK  | Platane                                            | Barleben                                   | 1957 |                                |
| ND0032BOE | Weißbuchenallee (Neindorf)                         | Benkendorf                                 | 1960 |                                |
| ND0032OK  | Kastanien-Lindenallee                              | Barleben                                   | 1957 |                                |
| ND0033BOE | Rotblühende Kastanie (Ohrsleben)                   | Ohrsleben                                  | 1975 |                                |
| ND0033OK  | Blutahorn                                          | Barleben                                   | 1957 |                                |
| ND0035BOE | 2 Winterlinden (Ohrsleben)                         | Ohrsleben                                  | 1975 |                                |
| ND0035OK  | 6 Bäume ehemalige Gärtnerei Weinrich               | Wolmirstedt                                | 1957 |                                |
| ND0036BOE | Roßkastanie (Harbke)                               | Harbke 52° 11′ 33″ N, 11° 2′ 34″ O         | 1978 |                                |
| ND0037OK  | 2 Sölle westlich Ortsteil Ellersell                | Colbitz 52° 20′ 40″ N, 11° 38′ 28″ O       | 1978 |                                |
| ND0038BOE | Stieleiche (Hordorf)                               | Hordorf                                    | 1978 |                                |
| ND0038OK  | Robinienhain, westlich Ortsteil Ellersell          | Colbitz 52° 20′ 37″ N, 11° 38′ 46″ O       | 1978 |                                |
| ND0039BOE | Steineiche (Beckendorf)                            | Beckendorf-Neindorf                        | 1978 |                                |
| ND0039OK  | Blutbuche                                          | Colbitz                                    | 1978 |                                |
| ND0040BOE | Stieleiche (Ohrsleben)                             | Ohrsleben                                  | 1978 |                                |
| ND0040OK  | 2 Traubeneichen                                    | Colbitz                                    | 1978 |                                |
| ND0041BOE | Stieleiche (Gunsleben)                             | Gunsleben                                  | 1978 | Stieleiche in Gunsleben        |
| ND0042BOE | 3 Ginkgo (Gunsleben)                               | Gunsleben                                  | 1978 |                                |
| ND0042OK  | Doppelkronenkiefer                                 | Colbitz                                    | 1978 |                                |
| ND0043BOE | Bohrquelle (Wulferstedt)                           | Wulferstedt                                | 1982 |                                |
| ND0043OK  | Soll Otterborn mit Alteiche                        | Colbitz                                    | 1978 |                                |
| ND0044OK  | Weiße Roßkastanie                                  | Colbitz                                    | 1978 |                                |
| ND0045BOE | Japanischer Schnurbaum (Gröningen)                 | Gröningen                                  | 1982 |                                |
| ND0045OK  | Birken-Lindenallee                                 | Colbitz 52° 18′ 8″ N, 11° 35′ 46″ O        | 1978 |                                |
| ND0046BOE | Schwarzpappel (Beckendorf)                         | Beckendorf-Neindorf                        | 1985 |                                |
| ND0046OK  | Roßkastanienallee                                  | Dahlenwarsleben                            | 1978 |                                |
| ND0047BOE | Stechpalme (Harbke)                                | Harbke 52° 11′ 23″ N, 11° 2′ 44″ O         | 1985 |                                |
| ND0047OK  | 3 Robinien                                         | Dahlenwarsleben                            | 1978 |                                |
| ND0048BOE | Ginkgo (Oschersleben)                              | Oschersleben                               | 1985 |                                |
| ND0048OK  | Grauwacken-Steinbruch                              | Ebendorf                                   | 1978 |                                |
| ND0049BOE | 2 Platanen                                         | Altenweddingen                             | 1936 |                                |
| ND0049OK  | Esche                                              | Eichenbarleben                             | 1978 |                                |
| ND0050BOE | 36 Kastanien (nur noch 28 vorhanden)               | Bahrendorf                                 | 1936 |                                |
| ND0050OK  | Porphyrit-Steinbruch                               | Eichenbarleben                             | 1978 |                                |
| ND0051BOE | Findling                                           | Osterweddingen                             | 1936 |                                |
| ND0052BOE | Linde (Winterlinde)                                | Langenweddingen                            | 1937 |                                |
| ND0053OK  | Flatterulme                                        | Glindenberg                                | 1978 |                                |
| ND0054BOE | Roßkastanie                                        | Langenweddingen                            | 1937 |                                |
| ND0054OK  | Winterlinde                                        | Groß Ammensleben                           | 1978 |                                |
| ND0055BOE | Ginkgo                                             | Langenweddingen                            | 1937 |                                |
| ND0055OK  | Lindenallee (Lindenreihe)                          | Gutenswegen                                | 1978 |                                |
| ND0057BOE | Hickorynußbaum                                     | Langenweddingen                            | 1937 |                                |
| ND0058BOE | Platane                                            | Wanzleben                                  | 1937 |                                |
| ND0059BOE | Platane                                            | Wanzleben                                  | 1937 |                                |
| ND0059OK  | Pyramideneiche                                     | Heinrichsberg 52° 16′ 26″ N, 11° 44′ 14″ O | 1978 |                                |
| ND0060BOE | Robinie                                            | Ampfurth                                   | 1939 |                                |
| ND0060OK  | 4 Eschen                                           | Hermsdorf                                  | 1978 |                                |
| ND0061BOE | Bergahorn                                          | Ampfurth                                   | 1939 |                                |
| ND0061OK  | Maulbeerbaum                                       | Hohenwarsleben                             | 1978 |                                |
| ND0062BOE | Kastanie                                           | Ampfurth                                   | 1939 |                                |
| ND0062OK  | Grauwacken-Steinbruch                              | Hohenwarsleben                             | 1978 |                                |
| ND0063OK  | Bergahorn                                          | Irxleben                                   | 1978 |                                |
| ND0064BOE | 2 Pyramideneichen (nur noch 1 vorhanden)           | Domersleben                                | 1939 |                                |
| ND0064OK  | Dreistämmige Eiche                                 | Irxleben                                   | 1978 |                                |
| ND0065BOE | Ginkgo                                             | Domersleben                                | 1939 |                                |
| ND0065OK  | 2 Blutbuchen                                       | Irxleben                                   | 1978 |                                |
| ND0066BOE | 2 Eichen (Stieleichen)                             | Remkersleben                               | 1939 |                                |
| ND0066OK  | Ahornallee                                         | Jersleben                                  | 1978 |                                |
| ND0068BOE | Findling                                           | Bottmersdorf                               | 1939 |                                |
| ND0068OK  | Winterlinde                                        | Loitsche                                   | 1978 |                                |
| ND0069BOE | Findling                                           | Bottmersdorf                               | 1939 |                                |
| ND0069OK  | Eschenallee                                        | Meitzendorf                                | 1978 |                                |
| ND0070BOE | Findling                                           | Bottmersdorf                               | 1939 |                                |
| ND0070OK  | Ginkgobaum                                         | Meitzendorf                                | 1978 |                                |
| ND0071BOE | Findling                                           | Schwaneberg                                | 1939 |                                |
| ND0071OK  | 2 Kopfweidenreihen                                 | Wolmirstedt                                | 1978 |                                |
| ND0072BOE | Roßkastanie                                        | Wanzleben                                  | 1939 |                                |
| ND0072OK  | Findling am Kreuz-Hoch                             | Wolmirstedt                                | 1978 |                                |
| ND0073BOE | Friedenseiche (Stieleiche)                         | Groß Rodensleben                           | 1938 | Friedenseiche Groß Rodensleben |
| ND0073OK  | Schwarzpappel                                      | Colbitz                                    | 1978 |                                |
| ND0074BOE | Glockenspring                                      | Ummendorf                                  | 1939 |                                |
| ND0075BOE | Eiche (Stieleiche)                                 | Altenweddingen                             | 1966 |                                |
| ND0075OK  | Rotbuche                                           | Rogätz 52° 20′ 40″ N, 11° 42′ 29″ O        | 1978 |                                |
| ND0076BOE | 6 Findlinge                                        | Groß Rodensleben                           | 1966 |                                |
| ND0076OK  | Stieleiche                                         | Rogätz                                     | 1978 |                                |
| ND0077OK  | Ginkgobaum                                         | Rogätz                                     | 1978 |                                |
| ND0078OK  | Feldahorn                                          | Rogätz                                     | 1978 |                                |
| ND0079BOE | Riesenpappel (Schwarzpappel)                       | Eggenstedt                                 | 1966 |                                |
| ND0079OK  | Feldulme                                           | Rogätz                                     | 1978 |                                |
| ND0080BOE | Stieleiche                                         | Domersleben                                | 1966 |                                |
| ND0081BOE | Pyramideneiche                                     | Domersleben                                | 1966 |                                |
| ND0081OK  | Robiniengruppe                                     | Samswegen                                  | 1978 |                                |
| ND0082OK  | Episodische Quelle mit Alteiche                    | Samswegen                                  | 1978 |                                |
| ND0083BOE | Ginkgo                                             | Domersleben                                | 1966 |                                |
| ND0083OK  | Jura-Steinbruch                                    | Wellen                                     | 1978 |                                |
| ND0084BOE | Platane                                            | Groß Germersleben                          | 1966 |                                |
| ND0085BOE | Eiche (Stieleiche)                                 | Dreileben                                  | 1966 |                                |
| ND0086BOE | Allerspring                                        | Wormsdorf                                  | 1969 |                                |
| ND0087BOE | Hauptsolquelle                                     | Sülldorf                                   | 1974 |                                |
| ND0088BOE | Eiche am Düppel                                    | Wanzleben                                  | 1966 |                                |
| ND0088OK  | Ginkgobaum                                         | Wolmirstedt                                | 1978 |                                |
| ND0089BOE | Schwarzpappel (Beckendorf)                         | Beckendorf-Neindorf                        | 1985 |                                |
| ND0089OK  | Pyramideneiche                                     | Wolmirstedt                                | 1978 |                                |
| ND0090BOE | Kalksteinfaltung                                   | Langenweddingen                            | 1966 |                                |
| ND0090OK  | Rote Roßkastanie                                   | Wolmirstedt                                | 1978 |                                |
| ND0091BOE | Kalksteinbruch (Oolith)                            | Wefensleben                                | 1988 |                                |
| ND0091OK  | 1 Stieleiche u. 1 Winterlinde                      | Wolmirstedt                                | 1978 |                                |
| ND0092BOE | Tagebaurestloch Sommerschenburg                    | Sommersdorf                                | 1982 |                                |
| ND0092OK  | Platane                                            | Wolmirstedt                                | 1978 |                                |
| ND0093BOE | Ponyabraum                                         | Oschersleben                               | 1982 |                                |
| ND0093OK  | Esche                                              | Wolmirstedt                                | 1978 |                                |
| ND0094BOE | Steinbruch                                         | Altbrandsleben                             | 1982 |                                |
| ND0094OK  | Mischallee an der Amtschaussee                     | Wolmirstedt                                | 1978 |                                |
| ND0095BOE | Schamotteteich                                     | Völpke                                     | 1982 |                                |
| ND0095OK  | Eichen-Lindenallee Glindenberger Chaussee          | Wolmirstedt                                | 1978 |                                |
| ND0096BOE | Restloch der Grube Karoline                        | Völpke                                     | 1982 |                                |
| ND0096OK  | Ahornallee südlich Mittellandkanal                 | Wolmirstedt                                | 1978 |                                |
| ND0097BOE | Ratssteinbruch                                     | Wanzleben                                  | 1969 |                                |
| ND0097OK  | Robinie                                            | Wolmirstedt                                | 1978 |                                |
| ND0098BOE | Quelle Unterer Hackelberg                          | Altbrandsleben                             | 1982 |                                |
| ND0098OK  | Robinie                                            | Zielitz                                    | 1978 |                                |
| ND0099BOE | Quelle Oberer Hackelberg                           | Altbrandsleben                             | 1982 |                                |
| ND0099OK  | Schlehenhecke                                      | Angern 52° 22′ 0″ N, 11° 43′ 43″ O         | 1976 |                                |
| ND0100OK  | Ahornallee                                         | Oebisfelde                                 | 1989 |                                |
| ND0101OK  | Kastanienallee                                     | Oebisfelde                                 | 1989 |                                |
| ND0102OK  | Lindenallee                                        | Oebisfelde                                 | 1989 |                                |
| ND0103OK  | Lindengruppe                                       | Oebisfelde                                 | 1989 |                                |
| ND0104OK  | Traueresche                                        | Oebisfelde                                 | 1989 |                                |
| ND0105OK  | Traueresche                                        | Oebisfelde                                 | 1989 |                                |
| ND0106OK  | Pyramideneiche                                     | Oebisfelde                                 | 1989 |                                |
| ND0107OK  | Pappel                                             | Oebisfelde                                 |      |                                |
| ND0108OK  | 2 Pyramideneichen                                  | Oebisfelde                                 | 1989 |                                |
| ND0109OK  | Trauerulme                                         | Oebisfelde                                 | 1989 |                                |
| ND0111OK  | 2 Eichen                                           | Weddendorf                                 | 1989 |                                |
| ND0112OK  | Lützow-Eichen                                      | Altenhausen                                | 1939 |                                |
| ND0113OK  | Alte Eichen (Holzschäferei Emden)                  | Emden                                      | 1939 |                                |
| ND0114OK  | Missionsplatz Emden                                | Emden                                      | 1939 |                                |
| ND0116OK  | Buche im Ziegel - Lohden                           | Erxleben                                   | 2001 |                                |
| ND0119OK  | Flatterulme bei Lockstedt                          | Lockstedt bei Oebisfelde                   | 2003 |                                |

## Flächenhafte Naturdenkmale
| Reg.Nr.   | Benennung                                      | Standort                                           | Jahr | Bild |
| --------- | ---------------------------------------------- | -------------------------------------------------- | ---- | ---- |
| NDF0002OK | Helze-Wiese                                    | Erxleben 52° 14′ 45″ N, 11° 9′ 27″ O               | 1990 |      |
| NDF0003OK | Tiefe Wiese                                    | Erxleben 52° 14′ 33″ N, 11° 12′ 55″ O              | 1990 |      |
| NDF0004OK | Westgotenwiese                                 | Bebertal 52° 16′ 9″ N, 11° 18′ 47″ O               | 1990 |      |
| NDF0005OK | Tal der Bäck                                   | Erxleben 52° 15′ 7″ N, 11° 9′ 23″ O                | 1990 |      |
| NDF0006OK | Nievoldhagen Abt. 2309                         | Hödingen 52° 17′ 52″ N, 11° 8′ 40″ O               | 1990 |      |
| NDF0007OK | Bahnhof Bischofswald                           | Ivenrode 52° 16′ 23″ N, 11° 11′ 40″ O              | 1990 |      |
| NDF0008OK | Bischofswald Abt. 2213                         | Ivenrode 52° 16′ 43″ N, 11° 11′ 40″ O              | 1990 |      |
| NDF0009OK | Hagholz Abt. 2052                              | Oebisfelde-Weferlingen 52° 18′ 38″ N, 11° 4′ 11″ O | 1990 |      |
| NDF0010OK | Hagholz Abt. 2046                              | Oebisfelde-Weferlingen 52° 18′ 7″ N, 11° 5′ 6″ O   | 1990 |      |
| NDF0011OK | Krähenbruch                                    | Schwanefeld 52° 15′ 55″ N, 11° 4′ 42″ O            | 1990 |      |
| NDF0012OK | Dohls                                          | Süplingen 52° 17′ 27″ N, 11° 20′ 4″ O              | 1990 |      |
| NDF0013OK | Seggerder Bruch                                | Seggerde 52° 21′ 21″ N, 11° 4′ 28″ O               | 1990 |      |
| NDF0014OK | Stromtalwiese                                  | Glindenberg 52° 13′ 41″ N, 11° 41′ 11″ O           | 1999 |      |
| NDF0015OK | Ehemaliges Abbaugebiet der Ziegelei Olvenstedt | Hohenwarsleben 52° 9′ 22″ N, 11° 31′ 37″ O         | 2002 |      |

## Flächennaturdenkmale
| Reg.Nr.    | Benennung                          | Standort                                                         | Jahr | Bild                                     |
| ---------- | ---------------------------------- | ---------------------------------------------------------------- | ---- | ---------------------------------------- |
| FND0001BOE | Luttersee                          | Gröningen 51° 56′ 20″ N, 11° 11′ 43″ O                           | 1963 |                                          |
| FND0002BOE | Rundes und Breites Loch            | Gröningen 51° 56′ 11″ N, 11° 10′ 15″ O                           | 1963 |                                          |
| FND0003BOE | Friederikenbusch                   | Oschersleben 52° 4′ 15″ N, 11° 11′ 18″ O                         | 1958 |                                          |
| FND0004BOE | Leth                               | Gröningen 51° 55′ 16″ N, 11° 14′ 2″ O                            | 1959 |                                          |
| FND0004OK  | Porphyrithügel                     | Süplingen 52° 17′ 20″ N, 11° 18′ 42″ O                           | 1939 |                                          |
| FND0005BOE | Grundlos                           | Gröningen 51° 56′ 16″ N, 11° 15′ 12″ O                           | 1959 |                                          |
| FND0005OK  | Hünerküche                         | Hohe Börde, OT Bebertal 52° 13′ 41″ N, 11° 19′ 15″ O             | 1939 | Flatterulme im FND Hünerküche            |
| FND0006BOE | Salzensee                          | Gröningen 51° 56′ 19″ N, 11° 11′ 4″ O                            | 1959 |                                          |
| FND0006OK  | Chronen-Moor                       | Flechtingen 52° 18′ 21″ N, 11° 11′ 37″ O                         | 1972 |                                          |
| FND0007BOE | Bullerspring                       | Sommersdorf 52° 11′ 7″ N, 11° 5′ 25″ O                           | 1959 |                                          |
| FND0007OK  | Hödinger Fischteiche               | Hödingen 52° 17′ 45″ N, 11° 7′ 22″ O                             | 1972 |                                          |
| FND0008BOE | Baumgruppe mit Teich               | Hötensleben, OT Ohrsleben 52° 5′ 18″ N, 10° 59′ 11″ O            | 1975 |                                          |
| FND0008OK  | Schraders Busch                    | Flechtingen, OT Behnsdorf 52° 17′ 58″ N, 11° 11′ 10″ O           | 1972 |                                          |
| FND0009BOE | Nachtwiese                         | Hötensleben, OT Ohrsleben 52° 6′ 8″ N, 10° 57′ 2″ O              | 1975 |                                          |
| FND0009OK  | Blumenbeet                         | Altenhausen 52° 17′ 7″ N, 11° 14′ 36″ O                          | 1972 |                                          |
| FND0010BOE | Am Peterskamp                      | Harbke 52° 11′ 46″ N, 11° 3′ 8″ O                                | 1978 |                                          |
| FND0010OK  | Kupferschieferhalden               | Hohe Börde, OT Bebertal 52° 13′ 32″ N, 11° 18′ 43″ O             | 1972 |                                          |
| FND0011BOE | Tannenberg                         | Harbke 52° 11′ 46″ N, 11° 3′ 21″ O                               | 1978 |                                          |
| FND0011OK  | Die Große See                      | Hohe Börde, OT Bornstedt 52° 10′ 5″ N, 11° 21′ 34″ O             | 1978 |                                          |
| FND0012BOE | Orchideenwiese am Bullerspring     | Marienborn 52° 11′ 12″ N, 11° 5′ 28″ O                           | 1978 |                                          |
| FND0012OK  | Alte Eichen Born                   | Westheide, OT Born 52° 22′ 36″ N, 11° 28′ 34″ O                  | 1972 |                                          |
| FND0013BOE | Gehölzanlage an der Bode           | Gröningen, OT Krottorf 51° 58′ 26″ N, 11° 10′ 47″ O              | 1978 |                                          |
| FND0013OK  | Erdfälle bei Brumby                | Hohe Börde, OT Brumby 52° 13′ 4″ N, 11° 17′ 46″ O                | 1972 |                                          |
| FND0014BOE | Sauerbachquelle                    | Altbrandsleben 52° 4′ 47″ N, 11° 16′ 2″ O                        | 1982 |                                          |
| FND0014OK  | Steinberg                          | Ingersleben, OT Ostingersleben 52° 12′ 16″ N, 11° 9′ 40″ O       | 1972 |                                          |
| FND0015OK  | Alteichenbestand Velsdorf          | Calvörde, OT Velsdorf 52° 24′ 36″ N, 11° 15′ 2″ O                | 1972 | Alteichenbestand Velsdorf                |
| FND0016OK  | Klüdener Pax                       | Calvörde, OT Klüden 52° 22′ 51″ N, 11° 20′ 41″ O                 | 1990 |                                          |
| FND0017BOE | Tannenabraum                       | Oschersleben (Bode), OT Neindorf 52° 3′ 35″ N, 11° 11′ 34″ O     | 1982 |                                          |
| FND0017OK  | Sprenglöcher                       | Calvörde, OT Berenbrock 52° 25′ 5″ N, 11° 17′ 58″ O              | 1990 |                                          |
| FND0018BOE | Schilfwiese Krottorf               | Gröningen, OT Krottorf 51° 58′ 15″ N, 11° 9′ 16″ O               | 1982 |                                          |
| FND0018OK  | Daukuhle                           | Haldensleben 52° 18′ 12″ N, 11° 26′ 13″ O                        | 1990 |                                          |
| FND0019BOE | Schilfwiese Gunsleben              | Am Großen Bruch, OT Gunsleben 52° 2′ 32″ N, 11° 3′ 43″ O         | 1982 |                                          |
| FND0019OK  | Park Bischofswald                  | Altenhausen, OT Ivenrode 52° 16′ 40″ N, 11° 12′ 0″ O             | 1990 |                                          |
| FND0020BOE | Teufelsgrund                       | Marienborn 52° 12′ 21″ N, 11° 5′ 24″ O                           | 1982 | Teufelsgrund, Blick vom Damm nach Norden |
| FND0020OK  | Rohrberg Abt. 3259 a1              | Calvörde 52° 22′ 55″ N, 11° 20′ 19″ O                            | 1990 |                                          |
| FND0021OK  | Rohrberg Abt. 3259 b4              | Calvörde 52° 23′ 0″ N, 11° 19′ 55″ O                             | 1990 |                                          |
| FND0022OK  | Rohrberg Abt. 3249 b1              | Calvörde 52° 22′ 33″ N, 11° 20′ 21″ O                            | 1990 |                                          |
| FND0023OK  | Treßlochquellgebiet                | Niedere Börde, OT Klein Ammensleben 52° 12′ 59″ N, 11° 30′ 30″ O | 1938 |                                          |
| FND0024OK  | Schützensol mit Alteichenbestand   | Colbitz 52° 22′ 9″ N, 11° 34′ 22″ O                              | 1938 |                                          |
| FND0025OK  | Mischwaldstück Tartarbusch         | Colbitz 52° 20′ 2″ N, 11° 34′ 52″ O                              | 1978 |                                          |
| FND0026OK  | Mischwaldstück Schneiderdamm       | südwestlich Lindhorst 52° 17′ 48″ N, 11° 34′ 22″ O               | 1978 |                                          |
| FND0026BOE | Graureiherkolonie                  | Oschersleben (Bode), OT Becken 52° 4′ 30″ N, 11° 12′ 7″ O        | 1985 |                                          |
| FND0027BOE | Schneeglöckchenwald                | Gröningen, OT Krottorf 51° 58′ 13″ N, 11° 9′ 13″ O               | 1985 |                                          |
| FND0027OK  | Moordahlberg                       | Farsleben 52° 16′ 49″ N, 11° 39′ 43″ O                           | 1978 |                                          |
| FND0028BOE | Sandgrube am Ossoch                | Gröningen 51° 57′ 9″ N, 11° 15′ 17″ O                            | 1986 |                                          |
| FND0028OK  | Moordahlsee, Südteil               | Farsleben 52° 16′ 49″ N, 11° 39′ 43″ O                           | 1978 |                                          |
| FND0029BOE | Sandgrube vor den Togen            | Hornhausen 52° 2′ 56″ N, 11° 7′ 49″ O                            | 1986 |                                          |
| FND0029OK  | Laubmischwaldquellgebiet           | Niedere Börde, OT Gutenswegen 52° 13′ 20″ N, 11° 37′ 54″ O       | 1978 |                                          |
| FND0030BOE | Sandgrube Hohes Feld               | Am Großen Bruch, OT Gunsleben 52° 2′ 44″ N, 11° 3′ 29″ O         | 1986 |                                          |
| FND0030OK  | Großer Synder                      | Heinrichsberg 52° 16′ 25″ N, 11° 42′ 57″ O                       | 1978 |                                          |
| FND0031BOE | Ziegelei Wackersleben              | Wackersleben 52° 4′ 44″ N, 11° 2′ 51″ O                          | 1989 |                                          |
| FND0031OK  | Altwasser Nachtweide               | Heinrichsberg 52° 17′ 3″ N, 11° 43′ 28″ O                        | 1978 |                                          |
| FND0032BOE | Am Ostergraben                     | Oschersleben (Bode) 52° 5′ 32″ N, 11° 8′ 55″ O                   | 1989 |                                          |
| FND0033BOE | Waldstück Industriegelände         | Oschersleben (Bode) 52° 2′ 1″ N, 11° 15′ 19″ O                   | 1989 |                                          |
| FND0033OK  | Ohremäander                        | Loitsche 52° 16′ 46″ N, 11° 42′ 20″ O                            | 1978 |                                          |
| FND0034BOE | Lindenberg                         | Harbke 52° 11′ 32″ N, 11° 2′ 32″ O                               | 1978 |                                          |
| FND0034OK  | Westteil Kleine Alte Elbe          | Loitsche 52° 17′ 11″ N, 11° 42′ 31″ O                            | 1978 |                                          |
| FND0035BOE | Trockenrasen bei Kroppenstedt      | Kroppenstedt 51° 55′ 1″ N, 11° 17′ 42″ O                         | 1972 |                                          |
| FND0035OK  | Katzental                          | Niederndodeleben 52° 9′ 12″ N, 11° 29′ 25″ O                     | 1978 |                                          |
| FND0036BOE | Salzpflanzenschongebiet            | Sülzetal, OT Sülldorf 52° 1′ 27″ N, 11° 33′ 15″ O                | 1937 |                                          |
| FND0036OK  | Wiesenberg                         | Niederndodeleben 52° 8′ 6″ N, 11° 28′ 42″ O                      | 1978 |                                          |
| FND0037BOE | Kirschenberg                       | Kl. Wanzleben, OT Remkersleben 52° 5′ 38″ N, 11° 21′ 40″ O       | 1988 |                                          |
| FND0037OK  | Börde-Heide                        | Niederndodeleben 52° 9′ 17″ N, 11° 29′ 47″ O                     | 1978 |                                          |
| FND0038BOE | Allertalstörung                    | Wefensleben 52° 10′ 59″ N, 11° 10′ 47″ O                         | 1939 |                                          |
| FND0038OK  | Unterhagen                         | Rogätz 52° 20′ 33″ N, 11° 42′ 56″ O                              | 1978 |                                          |
| FND0039BOE | Teich                              | Sülzetal, OT Bahrendorf 52° 0′ 10″ N, 11° 34′ 8″ O               | 1966 |                                          |
| FND0039OK  | Laxhorn                            | Rogätz 52° 18′ 3″ N, 11° 45′ 42″ O                               | 1978 |                                          |
| FND0040OK  | Mischwaldstück Unterhagen          | Rogätz 52° 20′ 1″ N, 11° 43′ 5″ O                                | 1978 |                                          |
| FND0041BOE | Oberer Bruch                       | Wormsdorf 52° 8′ 13″ N, 11° 10′ 37″ O                            | 1969 |                                          |
| FND0041OK  | Quellgebiet „Der Spring“           | Niedere Börde, OT Samswegen 52° 16′ 10″ N, 11° 33′ 16″ O         | 1978 |                                          |
| FND0042OK  | Hägebachaue-Ostteil                | Niedere Börde, OT Samswegen 52° 16′ 8″ N, 11° 34′ 15″ O          | 1978 |                                          |
| FND0043BOE | Pflanzenstandort Wilde Tulpe       | Sülzetal, OT Sülldorf 52° 1′ 15″ N, 11° 33′ 0″ O                 | 1969 |                                          |
| FND0043OK  | Hägebachaue-Westteil               | Niedere Börde, OT Samswegen 52° 16′ 13″ N, 11° 34′ 14″ O         | 1978 |                                          |
| FND0044BOE | Pflanzenstandort                   | Wanzleben 52° 3′ 47″ N, 11° 27′ 55″ O                            | 1969 |                                          |
| FND0044OK  | Hägebachaue-Südteil                | Niedere Börde, OT Samswegen 52° 15′ 50″ N, 11° 33′ 54″ O         | 1978 |                                          |
| FND0045BOE | Quelltümpel                        | Wanzleben 52° 3′ 41″ N, 11° 29′ 6″ O                             | 1974 |                                          |
| FND0045OK  | Kleiner Kiesbagger                 | Wolmirstedt 52° 14′ 55″ N, 11° 39′ 33″ O                         | 1978 |                                          |
| FND0046BOE | Deltagraben                        | Wanzleben 52° 3′ 44″ N, 11° 29′ 39″ O                            | 1974 |                                          |
| FND0046OK  | Weiher östlich Elbeu               | Wolmirstedt 52° 13′ 54″ N, 11° 37′ 54″ O                         | 1978 |                                          |
| FND0047BOE | Pfingstwiese                       | Sülzetal, OT Sülldorf 52° 1′ 41″ N, 11° 33′ 57″ O                | 1974 |                                          |
| FND0047OK  | Weiden-Schilfgelände östlich Elbeu | Wolmirstedt 52° 13′ 59″ N, 11° 37′ 48″ O                         | 1978 |                                          |
| FND0048BOE | Sülzetal West                      | Sülzetal, OT Sülldorf 52° 1′ 41″ N, 11° 34′ 20″ O                | 1974 |                                          |
| FND0048OK  | Altwasser Fauler See               | Zielitz 52° 16′ 42″ N, 11° 40′ 45″ O                             | 1978 |                                          |
| FND0049BOE | Sülzetal Ost                       | Sülzetal, OT Sülldorf 52° 1′ 47″ N, 11° 34′ 47″ O                | 1974 |                                          |
| FND0049OK  | Kleiner Buktum                     | Angern 52° 20′ 32″ N, 11° 44′ 44″ O                              | 1976 |                                          |
| FND0050BOE | Enziantrift                        | Wanzleben 52° 3′ 39″ N, 11° 29′ 38″ O                            | 1988 |                                          |
| FND0050OK  | Englischer Berg                    | Angern 52° 20′ 57″ N, 11° 43′ 38″ O                              | 1976 |                                          |
| FND0051BOE | Sandorfer Teich                    | Eggenstedt 52° 6′ 42″ N, 11° 13′ 48″ O                           | 1988 |                                          |
| FND0051OK  | Möhrings Grund                     | Burgstall 52° 24′ 3″ N, 11° 42′ 7″ O                             | 1976 |                                          |
| FND0052BOE | Erdfall und Steinbrüche            | Seehausen 52° 7′ 19″ N, 11° 17′ 41″ O                            | 1988 |                                          |
| FND0052OK  | Weidendickicht am Oken             | Burgstall 52° 24′ 2″ N, 11° 41′ 48″ O                            | 1976 |                                          |
| FND0053BOE | Kiesgrube am Langen Stein          | Seehausen 52° 6′ 10″ N, 11° 16′ 30″ O                            | 1988 |                                          |
| FND0053OK  | Laubgehölze an der Buschmühle      | Cröchern 52° 22′ 53″ N, 11° 39′ 59″ O                            | 1976 |                                          |
| FND0054BOE | Alte Plantage                      | Wormsdorf 52° 7′ 50″ N, 11° 11′ 25″ O                            | 1988 |                                          |
| FND0054OK  | Kreuzhoch mit Kuhschelle           | Niedere Börde, OT Samswegen 52° 16′ 23″ N, 11° 36′ 9″ O          | 1938 |                                          |
| FND0055BOE | Salzquelle                         | Wanzleben 52° 4′ 41″ N, 11° 26′ 0″ O                             | 1988 |                                          |
| FND0055OK  | NO-Rand Goldberg                   | Niederndodeleben 52° 7′ 48″ N, 11° 27′ 56″ O                     | 1978 |                                          |
| FND0056BOE | Salzbrunn                          | Klein Wanzleben, OT Remkersleben 52° 5′ 43″ N, 11° 21′ 31″ O     | 1988 |                                          |
| FND0058BOE | Modesky-Steinbruch                 | Sülzetal, OT Sülldorf 52° 1′ 33″ N, 11° 33′ 11″ O                | 1988 |                                          |
| FND0059BOE | Großer Bruch                       | Sülzetal, OT Langenweddingen 52° 1′ 53″ N, 11° 32′ 54″ O         | 1988 |                                          |
| FND0060BOE | Papendamm                          | Wefensleben 52° 11′ 29″ N, 11° 11′ 29″ O                         | 1988 |                                          |
| FND0062BOE | Schötekuhlen                       | Ummendorf 52° 10′ 7″ N, 11° 10′ 3″ O                             | 1988 |                                          |
| FND0063BOE | Bruchwiese am Reiherhals           | Ummendorf 52° 11′ 24″ N, 11° 12′ 6″ O                            | 1988 |                                          |
| FND0064BOE | Mückenberg                         | Eilsleben 52° 9′ 43″ N, 11° 14′ 35″ O                            | 1988 |                                          |

## Ehemalige Naturdenkmale
| Reg.Nr.    | Benennung             | Standort        | Jahr                   | Bild |
| ---------- | --------------------- | --------------- | ---------------------- | ---- |
| ND0053BOE  | Baumhasel             | Langenweddingen | 1937                   |      |
| ND0110OK   | Eiche                 | Wassensdorf     | 1989                   |      |
| ND0019OK   | Platane               | Oebisfelde      | 1989                   |      |
| ND0024BOE  | Kastanie (Ohrsleben)  | Ohrsleben       | 1958                   |      |
| NDF0001OK  | Alter Steinbruch Rehm | Walbeck         | 1990 (2011 aufgehoben) |      |
| FND0057BOE | Torflöcher            | Wormsdorf       | 1988 (2010 aufgehoben) |      |